# Federalisme

Estats unitaris
Federacions

El federalisme busca que una entitat política o organització estigui formada per diferents organismes (estats, entitats, associacions, sindicats) que s'associen delegant algunes llibertats o poders propis a un altre organisme superior, a qui pertany la sobirania (estat federal o federació) i que conserven una certa autonomia, ja que algunes competències els pertanyen exclusivament. En altres paraules, és un sistema polític en el qual les funcions del govern estan repartides entre un grup d'estats associats, primerament, que després deleguen competències a un estat federal central.
El federalisme a l'era moderna es va adoptar per primera vegada a les unions d'estats durant l'Antiga Confederació Suïssa.

## Principals característiques
Per entendre millor el federalisme hi ha quatre característiques essencials, així com principis i processos operacionals que són comuns en un sistema federal 
1. Constitució escrita. També coneguda com a carta magna, una necessitat de les democràcies que formen federacions per regular els principis pels quals es regirà el govern, ja que si aquestes haguessin d'actuar sense un cos de lleis específic produiria enfrontaments.
2. Divisió territorial. El federalisme està constituït per la separació de poders circumscrita geogràficament a cada territori.
3. Descentralització. En un sistema federal hi ha tant un govern central com unitats de govern inferiors al central, de tal manera que prenen decisions cada un respecte a la provisió de certs serveis públics en les seves respectives jurisdiccions geogràfiques.
4. Cort suprema de justícia. Per contrarestar la rigidesa de la constitució escrita, cal l'acció judicial perquè interpreti aquesta constitució i es puguin efectuar canvis necessaris.

### Federació i confederació
Federació i confederació es diferencien principalment en què una confederació té un poder central més limitat. També pot ser una sèrie d'organismes que, temporalment, comparteixen la seva sobirania en aspectes puntuals, podent separar-se o implantar jurisprudència.

### Constitució
La majoria dels estats federals solen estar organitzats respecte a una constitució, que defineix les competències exclusives de cada entitat i les que són compartides. Sol tractar-se de constitucions democràtiques en diferents formes (democràcia directa, democràcia representativa, democràcia participativa).

### Sistema simètric i asimètric
El federalisme simètric està basat en la igualtat de competències per a cada filosofia, és a dir, cada territori tindria els mateixos poders sobre aquest mateix.
El federalisme asimètric disposa d'un Estat en el qual hi hauria un o diversos territoris amb més atribucions que la resta; aquest cas es dona normalment en països multiculturals per reconèixer les diferències d'una regió pel que fa a les altres. Un exemple és el Canadà, on el Quebec té una llengua oficial diferent que la resta del país.

## Estats federals
Alguns països amb règims federals són: Alemanya, l'Argentina, els Estats Units d'Amèrica, Suïssa (que tot i anomenar-se «Confederació Helvètica» funciona com una federació), Bèlgica, el Brasil, Mèxic, l'Índia i Veneçuela.
D'entre els grans estats de la Unió Europea, França és el país menys descentralitzat. Des de la revisió constitucional del 28 de març de 2003, una gran part de les responsabilitats sobre transport i educació han estat descentralitzades. La Unió Europea podria considerar-se una confederació. L'Organització de les Nacions Unides no és més que una associació intergovernamental, però si es té en compte el conjunt de tractats que formen organitzacions com l'Organització Mundial del Comerç (OMC), l'Organització de les Nacions Unides per a l'Agricultura i l'Alimentació (FAO) o el Fons Monetari Internacional (FMI) s'obté un resultat similar a una federació.

## Federalisme i anarquisme
Pierre-Joseph Proudhon, el primer a definir-se com «anarquista» o «partidari de l'anarquisme», va usar més endavant el terme «federalisme» per descriure la seva ideologia, de tal manera que els seus seguidors han estat coneguts com a anarquistes, mutualistes, proudhonians i també federalistes. Va escriure un llibre titulat Du principe Fédératif (1863). Francesc Pi i Margall va coincidir amb Proudhon en la idea de federalisme. Mikhaïl Bakunin, inspirant-se en consells d'obrers, va teoritzar sobre les federacions d'assemblees que avui són la base organitzativa de l'anarcosindicalisme i va veure en la Comuna de París el prototip d'una estructura per a una federació anarquista. El cantonalisme constitueix una forma de federalisme radical com un pont d'unió entre l'anarquisme i el federalisme. L'anarquista individualista estatunidenc Benjamin Tucker va afirmar que «Els anarquistes són, simplement, demòcrates jeffersonians fins a les últimes conseqüències i sense por d'aquestes. Ells creuen que 'el millor govern és el que menys governa', i el que governa menys és el que no governa en absolut», fent referència a unes cites de Thomas Jefferson (republicà) i Henry David Thoreau (anarquista).
Si presentem una visió anarquista sobre l'assumpte, el federalisme és la principal forma en què els anarquistes prefereixen organitzar-se. Els grups anarquistes com a Red Libertaria, OSL, FORA, Organització Comunista Llibertària i tants altres són exemples clars del que s'ha dit. D'altra banda, és bo ampliar la idea proudhoniana de la federació. Per Proudhon un individu està federat si i només si cada part rep a canvi d'allò lliurat alguna cosa proporcional i si es lliura a la federació menys llibertat de la que té l'individu (en contraposició a postures centraldemòcrates o estatistes on l'individu lliura a l'organització més llibertat de la que es queda). Per tant, fora del que està acordat, ningú no pot legislar i no hi ha federació.